# Hamilton—Wentworth
Pour les articles homonymes, voir Hamilton et Wentworth.
Hamilton—Wentworth fut une circonscription électorale fédérale de l'Ontario, représentée de 1968 à 1997.
La circonscription d'Hamilton—Wentworth a été créée en 1966 d'une partie d'Halton, Hamilton-Sud et de Wentworth. Abolie en 1996, elle fut redistribuée parmi Hamilton Mountain, Hamilton-Ouest, Stoney Creek et Wentworth—Burlington.

## Géographie
En 1966, la circonscription d'Hamilton—Wentworth comprenait:
- Une partie de la ville d'Hamilton
- Les cantons d'Ancaster, Binbrook, Saltfleet et Glanford

## Députés
1. 1968-1972 — Colin David Gibson, PLC
2. 1972-1977 — Sean O'Sullivan (en), PC
3. 1978-1993 — Geoff Scott, PC
4. 1993-1997 — John H. Bryden, PLC

- PC = Parti progressiste-conservateur
- PLC = Parti libéral du Canada